# 50-та Премія мистецтв Пексан
50-та Церемонія Премії мистецтв Пексан (кор. 제50회 백상예술대상) — відбулася в Сеулі (Університет Кьонхі) 26 травня 2014 року. Транслювалася на телеканалі jTBC. Ведучими були Сін Тон Йоп та Кім А Джун.

## Номінанти та переможці
Повний список номінантів та переможців. Переможці виділені жирним шрифтом та подвійним хрестиком ().

### Кіно
| Тесан (Велика нагорода) - Сон Кан Хо (актор) — «Адвокат» | |
| Найкращий фільм - «Адвокат» - «Читач облич» - «Надія» - «Крізь сніг» - «Тероризм у прямому ефірі» | Найкраща режисерська робота - Пон Чжун Хо — «Крізь сніг» - Хон Сан Су — «Наша Сон Хі» - Чо Ий Сок, Кім Пьон Со — «Холодні очі» - Кім Пьон У — «Тероризм у прямому ефірі» - Лі Чун Ік — «Надія»                                             |
| Найкращий режисерський дебют - Ян У Сок — «Адвокат» - Ха Чон У — «Пристебніть ремені» - Хо Джон — «Гра у схованки» - Лі Чон Пхіль — «Народженні, щоб співати» - Ом Тхе Хва — «Інтхуґі: Битва інтернет тролів»                                                              | Найкращий сценарій - Кім Чі Хє, Чо Чун Хун — «Надія» - Хо Джон — «Гра у схованки» - Кім Пьон У — «Тероризм у прямому ефірі» - Сін Тон Ік, Хон Юн Джон, Тон Хі Сон — «Пані бабуся» - Ян У Сок, Юн Хьон Хо — «Адвокат»                       |
| Найкраща чоловіча роль - Соль Кьон Ґу — «Надія» як Ім Тон Хун - Ха Чон У — «Тероризм у прямому ефірі» як Юн Йон Хва - Чон У Сон — «Холодні очі» як Джеймс - Сон Хьон Чжу — «Гра у схованки» як Сон Су - Сон Кан Хо — «Адвокат» як Сон У Сок                                | Найкраща жіноча роль - Сім Ин Кьон — «Пані бабуся» як О Ту Рі - Чон То Йон — «По дорозі додому» як Сон Чон Йон - Кім Хі Е — «Нитка брехні» як Хьон Сок - Мун Чон Хі — «Гра у схованки» як Чу Хі - Ом Чі Вон — «Надія» як Кім Мін Хі        |
| Найкраща чоловіча роль другого плану - Лі Чон Че — «Читач облич» як великий принц Су Ян - Чо Сон Ха — «Підозрюваний» як Кім Сок Хон - Кім Ий Сон — «Читач облич» як Хан Мьон Хве - Квак До Вон — «Адвокат» як Чха Тон Йон - Лі Кин Йон — «Розмиви Венери» як Сон Дже       | Найкраща жіноча роль другого плану - Чін Ґьон — «Холодні очі» як голова департаменту Лі - Ко А Сон — «Крізь сніг» як Йона - Кім Йон Е — «Адвокат» як Чхве Су Е - Ла Мі Ран — «Надія» як мати Йон Сок - Є Чі Вон — «Наша Сон Хі» як Чу Хьон |
| Найкращий акторський дебют (чоловіки) - Кім Су Хьон — «Таємно, велично» як Вон Рю Хван/Пан Тон Ґу - Кім У Бін — «Друг: Велика спадщина» як Чхве Сон Хун - Лі Джун — «Груба гра» як О Йон - Йо Чін Ку — «Хваї: Хлопець монстр» як Хваї - Ім Сі Ван — «Адвокат» як Пак Чін У | Найкращий акторський дебют (жінки) - Кім Хян Ґі — «Нитка брехні» як Чхон Джі - Лі Че Хє — «Російський роман» як Че Хє - Лі Ре — «Надія» як Ім Су Ван - Пак Чі Су — «Май Ратіма» як Май Ратіма - Сон Чу А — «Плутон» як Кан Мі Ра           |
| Нагорода за популярність (чоловіки) - Кім Су Хьон — «Таємно, велично» як Вон Рю Хван/Пан Тон Ґу | Нагорода за популярність (жінки) - Квон Ю Рі — «Затамувавши подих» як Чон Ин |

### Телебачення
| Тесан (Велика нагорода) - Чон Чі Хьон (акторка) — «Моє кохання із зірки» | Найкращий серіал - «Добрий лікар» (KBS) - «Я можу почути твій голос» (SBS) - «Моє кохання із зірки» (SBS) - «Відповідь у 1994» (tvN) - «Таємний роман» (JTBC) |
| Найкраща розважальна програма - «Дідусі кращі за квіти» (tvN) - «Прихований співак» (JTBC) - «Безсмертні пісні» (KBS) - «Справжній чоловік» (MBC) - «Повернення супермена» (KBS) | Найкраща освітня програма - «Запитання без відповідей» (SBS) - «Цілком таємно: Їжа» (Channel A) - «Фізика світла» (EBS) - «Батьки проти батьків студента» (SBS) - «Битва язиків» (JTBC)                                                                                                  |
| Найкраща режисерська робота - Ан Пхан Сок — «Таємний роман» - Чан Тхе Ю — «Моє кохання із зірки» - Чо Су Вон — «Я можу почути твій голос» - Кі Мін Су — «Добрий лікар» - Сін Вон Хо — «Відповідь у 1994»                                                                                        | Найкращий сценарій - Чон Сон Джу — «Таємний роман» - Ха Мьон Хі — «Єдине тепле слово» - Пак Чі Ин — «Моє кохання із зірки» - Кім Чі У — «Не дивися назад: Легенда про Орфея» - Лі Вон Джон — «Відповідь у 1994»                                                                          |
| Найкраща чоловіча роль - Чо Че Хьон — «Чжон До-Чон» як Чжон До-Чон - Чу Вон — «Добрий лікар» як Пак Сі Он - Кім Су Хьон — «Моє кохання із зірки» як То Мін Джун - Лі Чон Сок — «Я можу почути твій голос» як Пак Су Ха - Ю А Ін — «Таємний роман» як Лі Сон Дже                                 | Найкраща жіноча роль - Лі Бо Йон — «Я можу почути твій голос» як Чан Хє Сон - Ко А Ра — «Відповідь у 1994» як Сон На Джон - Чон Чі Хьон — «Моє кохання із зірки» як Чхон Сон І - Кім Хє Су — «Королева офісу» як пані Кім - Кім Джи Су — «Єдине тепле слово» як Сон Мі Ґьон              |
| Найкращий акторський дебют (чоловіки) - Чон У — «Відповідь у 1994» як «Ссирекі» (Сміття) - Баро — «Подарунок Бога: 14 днів» як Кі Йон Ґю - Чхве Чін Хьок — «Книга сім'ї Ку» як Ку Воль Рьон - Кім Сон Ґьон — «Відповідь у 1994» як Самчхонпхо - Пак Со Джун — «Єдине тепле слово» як Сон Мін Су | Найкращий акторський дебют (жінки) - Пек Чін Хі — «Імператриця Кі» як Данашилі - Хан Ґру — «Єдине тепле слово» як На Ин Йон - Кьон Су Джін — «Телевізійний роман: Ин Хі» як Кім Ин Хі - Мін То Хі — «Відповідь у 1994» як Чо Юн Джін - Сон Йо Ин — «Тричі одружена жінка» як Хан Чхе Рін |
| Найкращий учасник розважальної програми - Сін Тон Йоп — «Полювання на відьом» - Кім Ку Ра — «Радіозірка» - Кім Сон Джу — «Батько! Куди ми прямуємо?» - Ю Хі Йоль — «Суботнього вечора в прямому ефірі: Корея» - Чон Хьон Му — «Прихований співак»                                               | Найкраща учасниця розважальної програми - Кім Йон Хі — «Концерт жартів» - Кім Чі Мін — «Концерт жартів» - Пак Мі Сон — «Вікторина, яка змінить світ» - Пак Чі Юн — «Дорога гурмана» - Лі Йон Джа — «Привіт, раднику»                                                                     |
| Нагорода за популярність (чоловіки) - Кім Су Хьон — «Моє кохання із зірки» як То Мін Джун | Нагорода за популярність (жінки) - Пак Сін Хє — «Спадкоємці» як Чха Ин Сан |
| Найкращий саундтрек - Лін — «My Destiny» («Моє кохання із зірки») - Ailee — «Tears Stole the Heart» («Таємне кохання») - Лі Чхан Мін — («Спадкоємці») - Рой Кім — «Seoul, Here» («Відповідь у 1994») - Сон Сі Ґьон — «To You» («Відповідь у 1994»)                                              | |

### Особливі нагороди
| Нагороди                              | Отримувач           |
| ------------------------------------- | ------------------- |
| Нагорода «Модник/модниця» від LF Mogg | Ім Сі Ван, Кім Хі Е |
| Нагорода за моду від InStyle          | Чон Чі Хьон         |

## Виступи
| Виконавець                                                  | Виступ                                           | Прим. |
| ----------------------------------------------------------- | ------------------------------------------------ | ----- |
| EXO-K (Сухо, Бекхьон, Пак Чхан Йоль, D.O., Кай та О Се Хун) | «Overdose»                                       | [ 6 ] |
| Лін                                                         | «My Destiny» (із серіалу «Моє кохання із зірки») | [ 7 ] |